# Macierz incydencji
Macierz incydencji – dla grafu zorientowanego (skierowanego) {\displaystyle G=(V,K)} o zbiorze wierzchołków {\displaystyle V={v_{1},\dots ,v_{n}}} i krawędzi {\displaystyle K={k_{1},..,k_{m}}} macierz {\displaystyle M=(m_{ij}),} gdzie {\displaystyle i=1,\dots ,n} oraz {\displaystyle j=1,\dots ,m} taka, że:
{\displaystyle m_{ij}={\begin{cases}1&\mathrm {je{\acute {s}}li} \ v_{i}\ {\mbox{jest poczatkiem krawedzi}}\ k_{j}\\-1&\mathrm {je{\acute {s}}li} \ v_{i}\ \mathrm {jest} \ \mathrm {ko{\acute {n}}cem\ krawedzi} \ k_{j}\\0&\mathrm {je{\acute {s}}li} \ v_{i}\ \mathrm {i} \ k_{j}\ {\mbox{nie sa incydentne}}\end{cases}}}

## Przykład
Jeśli:
- {\displaystyle k_{1}=(1,2)}
- {\displaystyle k_{2}=(1,3)}
- {\displaystyle k_{3}=(3,2)}
- {\displaystyle k_{4}=(3,4)}
- {\displaystyle k_{5}=(4,3)}

graf skierowany

oznaczają wszystkie krawędzie grafu skierowanego z przykładowego rysunku, to macierz incydencji o kolumnach {\displaystyle k_{i}} i wierszach {\displaystyle v_{i}} może wyglądać tak:
{\displaystyle M=\left[{\begin{matrix}1&1&0&0&0\\-1&0&-1&0&0\\0&-1&1&1&-1\\0&0&0&-1&1\end{matrix}}\right]}